# Монги (Колумбия)
Монги (исп. Monguí) — небольшой город и муниципалитет в центральной части Колумбии, на территории департамента Бояка. Входит в состав провинции Сугамукси.

## История
Поселение, из которого позднее вырос город, было основано в 1601 году. Муниципалитет Монги был выделен в отдельную административную единицу в 1636 году.

## Географическое положение

Муниципалитет Монги

Город расположен в восточной части департамента, в высокогорной местности Восточной Кордильеры, к северу от озера Тота, на расстоянии приблизительно 56 километров к востоку-северо-востоку (ENE) от города Тунха, административного центра департамента. Абсолютная высота — 2929 метров над уровнем моря.
Муниципалитет Монги граничит на севере с территорией муниципалитета Топага, на востоке— с муниципалитетом Монгуа, на юге и западе— с муниципалитетом Согамосо. Площадь муниципалитета составляет 81 км².

## Население
По данным Национального административного департамента статистики Колумбии, совокупная численность населения города и муниципалитета в 2015 году составляла 4986 человек.
Динамика численности населения муниципалитета по годам:
| 2005 | 2006 | 2007 | 2008 | 2009 | 2010 | 2011 | 2012 | 2013 | 2014 | 2015 |
| ---- | ---- | ---- | ---- | ---- | ---- | ---- | ---- | ---- | ---- | ---- |
| 5002 | 5000 | 4998 | 4997 | 4995 | 4993 | 4992 | 4990 | 4989 | 4988 | 4986 |

Согласно данным переписи 2005 года мужчины составляли 47,9 % от населения Монги, женщины — соответственно 52,1 %. В расовом отношении белые и метисы составляли 99,98 % от населения города; негры, мулаты и райсальцы — 0,02 %.
Уровень грамотности среди всего населения составлял 89,9 %.

## Экономика
62,3 % от общего числа городских и муниципальных предприятий составляют предприятия торговой сферы, 18,9 % — предприятия сферы обслуживания, 18,8 % — промышленные предприятия.